# Національна рада жінок України
Національна рада жінок України — українська громадська організація, яка об'єднує жіночі організації України. Створена у 1999 році, колективний член Міжнародної Ради жінок.
Метою організації є консолідація зусиль жіночих організацій, спрямованих на поліпшення становища жінок у державі, підвищення їх ролі й соціального статусу в суспільстві, задоволення та захист спільних інтересів жіночих громадських організацій, членів Ради.

## Історія
Ініціаторками створення Національної Ради жінок України були: «Жіноча Громада» (голова — Марія Драч), «Союз українок» (голова — Атена Пашко), «Спілка жінок України» (голова — Марія Орлик), «Всеукраїнське товариство ім. О.Теліги» (голова — Ольга Кобець), які в 1997 та 1998 роках проводили періодичні узагальнюючі зустрічі.
В січні 1999 року було створено організаційний комітет, до складу якого, крім названих, ввійшли: «Жінки і діти України» (голова — Аліна Комарова), «Дія» (голова — Тетяна Кондратюк).
20 березня 1999 року відбувся Установчий з'їзд Національної ради жінок України. В його роботі взяли участь 118 делегаток та 73 запрошених.
Головою НРЖУ була обрана Ірина Євгенівна Голубєва, яка працювала на той час заступницею Міністра України у справах сім'ї, молоді та спорту, заступницями голови — Марію Драч, Атену Пашко, Марію Орлик, Ольгу Кобець, Аліну Комарову, Тетяну Кондратюк, головою ревізійної комісії — Яковлєву Л. М., секретаркою НРЖУ затверджено Мільченко З. В.
Статут організації зареєстрований 14 травня 2002 року в Міністерстві юстиції України.
За час діяльності Національної ради жінок України відбулися: позачерговий (2000 р), 3-й (2002 р), 4-й (2005 р), 5-й (2009 р) та 6-й (2012 р), 7-й (2014 р) звітні-виборні з'їзди.
5-10 вересня 2006 року в Києві Рада прийняла 31-у сесію Генеральної асамблеї Міжнародної ради жінок (250 делегаток з 41 країни світу).

## Голови
- 1999–2009 р. — Ірина Голубєва
- 2009–2012 р. — Тетяна Кондратюк
- 2012–2014 р. — Людмила Яковлєва
- З 2014 понині — Людмила Порохняк-Гановська

## Організації-членкині
- Міжнародна організація «Жіноча громада»
- Всеукраїнська громадська організація «Союз українок»
- Спілка жінок України
- Всеукраїнське жіноче товариство імені Олени Теліги
- Всеукраїнська громадська організація «Дія»
- Всеукраїнська громадська організація "Союз жінок України «За майбутнє дітей»
- Всеукраїнська ліга українських жінок
- Міжнародний жіночий правозахисний центр «Ла Страда-Україна»
- Міжнародна Ліга «Матері і сестри — молоді України»
- Всеукраїнське жіноче об'єднання «Солідарність»
- Всеукраїнська громадська організація «Поступ жінок-мироносиць»
- Організація «Дівоча Башта»
- Всеукраїнський союз жінок-трудівниць «За майбутнє дітей України»
- Клуб українських жінок льотних спеціальностей «Авіатриси»
- Всеукраїнська громадська організація "Фундація «Олеся»
- Всеукраїнська громадська організація «РОЗРАДА»
- Жіночий комітет Всеукраїнської організації інвалідів «Союз організацій інвалідів України»
- Міжнародна громадська організація «Федерація жінок за мир у всьому світі»
- Громадська організація «Міжнародна Школа Рівних Можливостей»